# 戶田勝隆
戶田勝隆（？—1594年12月4日（文祿3年10月23日））是日本戰國時代至安土桃山時代的武將、大名。戶田勝成兄長。官位至民部少輔、駿河守。諱氏繁。

## 生平
他是羽柴秀吉的舊臣，任黃母衣眾。天正元年（1573）被給予近江250貫文。天正5年（1577）秀吉擔任播磨姬路城主時再加增5000石。當時和宮田光次、神子田正治、尾藤知宣並稱「不能超越的勇功之士」（これを越える勇功の士あらず），在家臣團中有一特別高的名氣。
之後參加小牧長久手之戰、四國征伐、小田原征伐等各地爭戰而有了軍功。與近江檢地職務。天正15年（1587）領取伊予大州7萬石。
他在朝鮮之役中率4000兵力渡海。隔年滯留在巨濟島上交涉講和事宜，在歸途中病死。